# Marine Aircraft Group 14
14ème Groupe aérien du Corps des Marines
Le Marine Aircraft Group 14 (ou MAG-14) est un groupe aérien de l' United States Marine Corps  basé à la Marine Corps Air Station Cherry Point en Caroline du Nord qui est actuellement composé de quatre escadrons de AV-8B Harrier, d'un escadron de FC-35 Lightning II, d'un escadron de Drone, d'un escadron de
KC-130 Hercules, ainsi qu'un escadron de support aérien. Il relève du commandement de la 2nd Marine Aircraft Wing et du II Marine Expeditionary Force.

## Mission
La mission du MAG-14 est de mener des opérations d'appui aérien offensif, de guerre anti-aérienne, de guerre électronique, d'appui aux assauts et de reconnaissance aérienne à l'appui de la Force tactique terrestre et aérienne des Marines (MAGTF) ou des forces interarmées et de la coalition, et mener une formation sur le programme de remplacement de la flotte afin de fournir des équipages aptes au combat à escadrons opérationnels.

## Unités subordonnées
Les unités actuelles du MAG-14  :
Escadrons de AV-8B Harrier : 

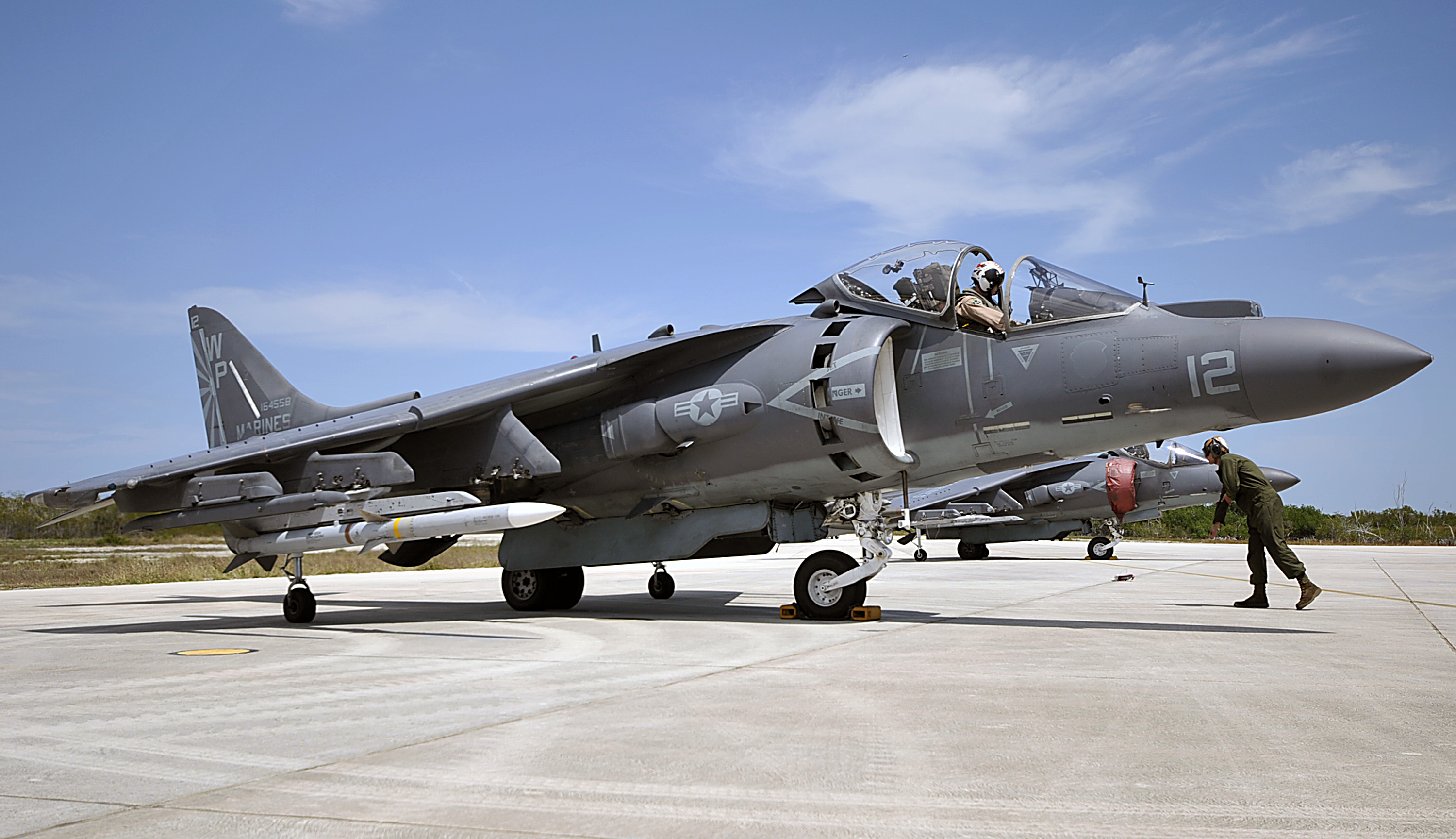
AV-8BHarrier du VMA-223

- Marine Attack Squadron 223 (VMA-223 "Bulldogs")
- Marine Attack Squadron 231 (VMA-231 "Ace of Spades")
- Marine Attack Squadron 542 (VMA-542 "Tigers")
- Marine Attack Training Squadron 203 (VMAT-203 "Hawks")

Escadron de drone  :
- Marine Unmanned Aerial Vehicle Squadron 2 (VMU-2 "Night Owls")

Escadron de transport :
- Marine Aerial Refueler Transport Squadron 252 (VMGR-252 "Otis")

Escadron de soutien logistique :
- Marine Aviation Logistics Squadron 14 (MALS-14 "Dragons")

## Historique

### Origine
Le Marine Aircraft Group 14 a été formé au Camp Kearny (en), en Californie, le 1er mars 1942. Le noyau du nouveau groupe d'avions provenait du Marine Aircraft Group 11 qui venait d'arriver de la Marine Corps Air Facility Quantico (en) en décembre 1941. Ils y sont restés s'entraînant jusqu'à ce qu'ils soient déployés pour le Théâtre Asie-Pacifique en octobre 1942.[2] Le groupe arriva bientôt à Guadalcanal, relevant le Marine Aircraft Group 23 en octobre 1942 pour faire partie de la Cactus Air Force. Le groupe participe à la bataille des îles Santa Cruz puis la bataille navale de Guadalcanal et ont continué à se battre dans le ciel de l'île jusqu'au 4 avril 1943, date à laquelle ils ont été envoyés à Auckland, en Nouvelle-Zélande, pour se reposer et se réaménager.